# المقاوح (بني العوام)

تعديل مصدري - تعديل

المقاوح هي إحدى قرى عزلة بني القدمي بمديرية بني العوام التابعة لمحافظة حجة، بلغ تعداد سكانها 939 نسمة حسب تعداد اليمن لعام 2004.